# Praxeliinae
 Praxeliinae   R.M. King & H. Rob., 1980 è una sottotribù di piante spermatofite dicotiledoni appartenenti alla famiglia delle Asteraceae (sottofamiglia Asteroideae, tribù Eupatorieae).

## Etimologia
Il nome della sottotribù deriva dal suo genere più importante (Praxelis), ed è stato definito per la prima volta dai botanici Robert Merrill King (1930-2007) e Harold Ernest Robinson  (1932-) nella pubblicazione  “Phytologia; Designed to Expedite Botanical. 46(7): 448 (1980)”  pubblicata a New York nel 1980.

## Descrizione
L'habitus delle specie di questa sottotribù sono delle erbe o sub-arbusti eretti o sub-arrampicanti con cicli biologici annuali o perenni.
Le foglie lungo il caule sono disposte in modo opposto. La lamina è intera, eventualmente con bordi seghettati, qualche volta è divisa. Il contorno è ovato o oblungo oppure lineare.
Le infiorescenze formate da capolini sono lasse a forma corimbosa o tirsoide- panicolata, raramente sono monocefale (un solo capolino). I pedicelli in genere sono lunghi ed eretti. I capolini sono formati da un involucro composto da squame decidue disposte in modo sub-embricato (vedi tabella) al cui interno un ricettacolo fa da base ai fiori tutti tubulosi. Il ricettacolo è da leggermente convesso a molto conico, con o senza pagliette a protezione della base dei fiori.
I fiori sono tetra-ciclici (con quattro verticilli: calice – corolla – androceo – gineceo) e pentameri (ogni verticillo è composto da cinque elementi). Sono inoltre actinomorfi (a parte qualche specie zigomorfa) e ermafroditi. I fiori per capolino variano da 5 fino a 65 (vedi tabella).

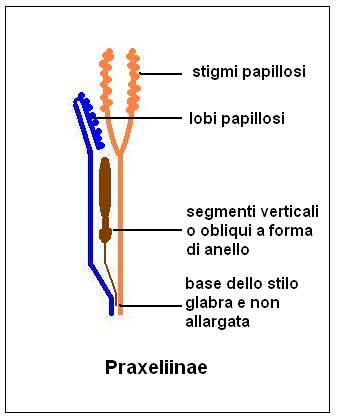
Sezione del fiore

Formula fiorale: per queste piante viene indicata la seguente formula fiorale:
* K 0/5, C (5), A (5), G (2), infero, achenio
I sepali del calice sono ridotti ad una coroncina di squame.
Il colore delle corolle è bianco, blu, lavanda oppure purpureo. I fiori periferici qualche volta hanno i lobi più esterni allargati, altrimenti sono lunghi quanto larghi. Le facce interne sono densamente papillose.
L'androceo è formato da 5 stami con filamenti liberi e antere saldate in un manicotto circondante lo stilo. Il collare delle antere normalmente è 5 volte più lungo che largo, e normalmente è visibilmente più ampio nella prima metà. Le appendici apicali delle antere sono in maggioranza più lunghe che larghe, talvolta sono corte (oppure obsolete).
Il gineceo ha un ovario uniloculare infero formato da due carpelli.. Lo stilo alla base non è allargato, ed è glabro. Gli stigmi normalmente sono strettamente lineari e densamente papillosi. Le linee stigmatiche sono marginali.
I frutti sono degli acheni con pappo. La forma dell'achenio è da biconvessa a trigona o prismatica con 2 – 5 coste longitudinali. Il carpoforo normalmente è visibile. Il pappo è formato da numerose setole uniseriate (vedi tabella); queste sono capillari e barbate. Qualche volta sono intervallate da altre 5 – 8 piccole setole. A volte il pappo è ridotto a piccole setole disuguali. Le cellule apicali generalmente hanno una forma acuta.

### Struttura dei fiori
La tabella indica per ogni genere il numero di squame (e su quante serie sono disposte) dell'involucro, il numero di fiori dell'infiorescenza e la struttura del pappo.
| Genere        | No. squame | No. serie squame | No. fiori | Pappo                                         |
| ------------- | ---------- | ---------------- | --------- | --------------------------------------------- |
| Chromolaena   | 18 - 65    | 4 - 6            | 6 - 75    | circa 40 snelle setole                        |
| Eitenia       | 25 - 35    | 3 - 4            | 40 - 50   | uniseriato con 2 - 8 scabre setole            |
| Eupatoriopsis | 12 - 14    | 1 - 2            | circa 30  | uniseriato con 18 - 20 corte setole           |
| Lomatozona    | circa 25   | 3 - 4            | 10 - 27   | uniseriato con 15 - 22 setole corte e barbate |
| Osmiopsis     | circa 20   | 4 - 5            | 18 - 26   | uniseriato con 25 - 30 corpose setole         |
| Praxeliopsis' | 20 - 25    | circa 3          | circa 16  | con 5 setole barbate                          |
| Praxelis      | 15 - 25    | 3 - 4            | 25 - 30   | con circa 40 setole                           |

## Distribuzione e habitat
L'habitat tipico delle specie di questa sottotribù sono le zone tropicali e sub-tropicali del Nuovo Mondo soprattutto del Brasile.  Nell'elenco sottostante sono indicate le distribuzioni dei vari generi della sottotribù.

## Biologia
- Impollinazione: l'impollinazione avviene tramite insetti (impollinazione entomogama).
- Riproduzione: la fecondazione avviene fondamentalmente tramite l'impollinazione dei fiori (vedi sopra).
- Dispersione: i semi cadendo a terra (dopo essere stati trasportati per alcuni metri dal vento per merito del pappo, se presente – disseminazione anemocora) sono successivamente dispersi soprattutto da insetti tipo formiche (disseminazione mirmecoria).

## Tassonomia
La famiglia di appartenenza di questo gruppo (Asteraceae o Compositae, nomen conservandum) è la più numerosa del mondo vegetale, comprende oltre 23000 specie distribuite su 1535 generi (22750 specie e 1530 generi secondo altre fonti). La sottofamiglia Asteroideae è una delle 12 sottofamiglie nella quale è stata suddivisa la famiglia Asteraceae, mentre Eupatorieae è una delle 21 tribù della sottofamiglia. La tribù Eupatorieae a sua volta è suddivisa in 17 sottotribù (Praxeliinae è una di queste)

### Filogenesi
Il carattere più notevole delle specie di questa sottotribù è l'involucro deciduo (a volte il ricettacolo rimane nudo dopo l'antesi). In questo gruppo sono inoltre presenti fenomeni di poliploidia e apomissia.
Le analisi del DNA mettono in collegamento questo gruppo con le sottotribù Gyptidinae e Eupatoriinae. Con quest'ultimo gruppo le Praxeliinae hanno molti caratteri in comune specialmente nell'areale delle Indie Occidentali. Probabilmente si sono verificati casi di ibridazione tra le due sottotribù che dovrebbero essere esaminati più attentamente.
Il numero cromosomico delle specie varia da 2n=20 a 2n=40.

### Composizione della sottotribù
La sottotribù comprende 7 generi e circa 190 specie.

| Genere                              | N. specie                                                | Distribuzione                                                |
| ----------------------------------- | -------------------------------------------------------- | ------------------------------------------------------------ |
| Chromolaena DC., 1836               | circa 165 spp.                                           | zone tropicali e sub-tropicali del Nuovo Mondo               |
| Eitenia R.M. King & H. Rob., 1974   | 2 spp.                                                   | Brasile                                                      |
| Eupatoriopsis Hieron., 1893         | 1 sp. (E. hoffmanniana Hieron. )                         | Brasile                                                      |
| Lomatozona Baker, 1876              | 4 spp.                                                   | Brasile                                                      |
| Osmiopsis R.M. King & H. Rob., 1975 | 1 sp. (O. plumerii (Urban & Ekman) R.M. King & H. Rob. ) | Haiti                                                        |
| Praxeliopsis G.M. Barroso, 1949     | 1 sp. (P. mattogrossensis G.M. Barroso )                 | Brasile                                                      |
| Praxelis Cass., 1826                | 16 spp.                                                  | Sud America (una è specie naturalizzata in Asia e Australia) |

### Chiave per i generi
Per meglio comprendere ed individuare i vari generi della sottotribù l'elenco seguente utilizza il sistema delle chiavi analitiche:
- Gruppo 1A: la forma degli acheni è compressa con due coste marginali;

- Gruppo 2A: i fiori periferici sono zigomorfi con lunghi lobi esterni; le coste dell'achenio sono densamente ricoperte da lunghe setole;  il pappo è formato da 5 setole lunghe ed uguali;

genere Eitenia
- Gruppo 2B: il pappo è formato da corte e ineguali setole barbate; i fiori sono tutti attinomorfi; le coste dell'achenio sono scarsamente ricoperte da corte setole;

genere Eupatoriopsis
- Gruppo 1B: gli acheni normalmente sono prismatici con 5 coste longitudinali;

- Gruppo 3A: il pappo è formato da 5 setole; i lobi della corolla sono ampiamente diffusi verso l'esterno;

genere Praxeliopsis
- Gruppo 3B: il pappo è formato da numerose lunghe setole a forma capillare (raramente sono corte e ineguali); i lobi della corolla sono eretti o ascendenti;

- Gruppo 4A: il pappo è formato da setole corte e ineguali;

genere Lomatozona
- Gruppo 4B: il pappo è formato da setole lunghe e uguali (o sub-uguali);

- Gruppo 5A: il ricettacolo è conico;

genere Praxelis
- Gruppo 5B: il ricettacolo è piatto o leggermente convesso;

- Gruppo 6A: gli stigmi dello stilo sono lineari; le setole del pappo sono appena più ampie o affusolate; le appendici apicali delle antere sono grandi e normalmente sono molto più lunghe che larghe;

genere Chromolaena
- Gruppo 6B: gli stigmi dello stilo si allargano verso gli apici; le setole del pappo talvolta sono ampie verso l'apice; le appendici delle antere sono più corte che ampie;

genere Osmiopsis

## Alcune specie

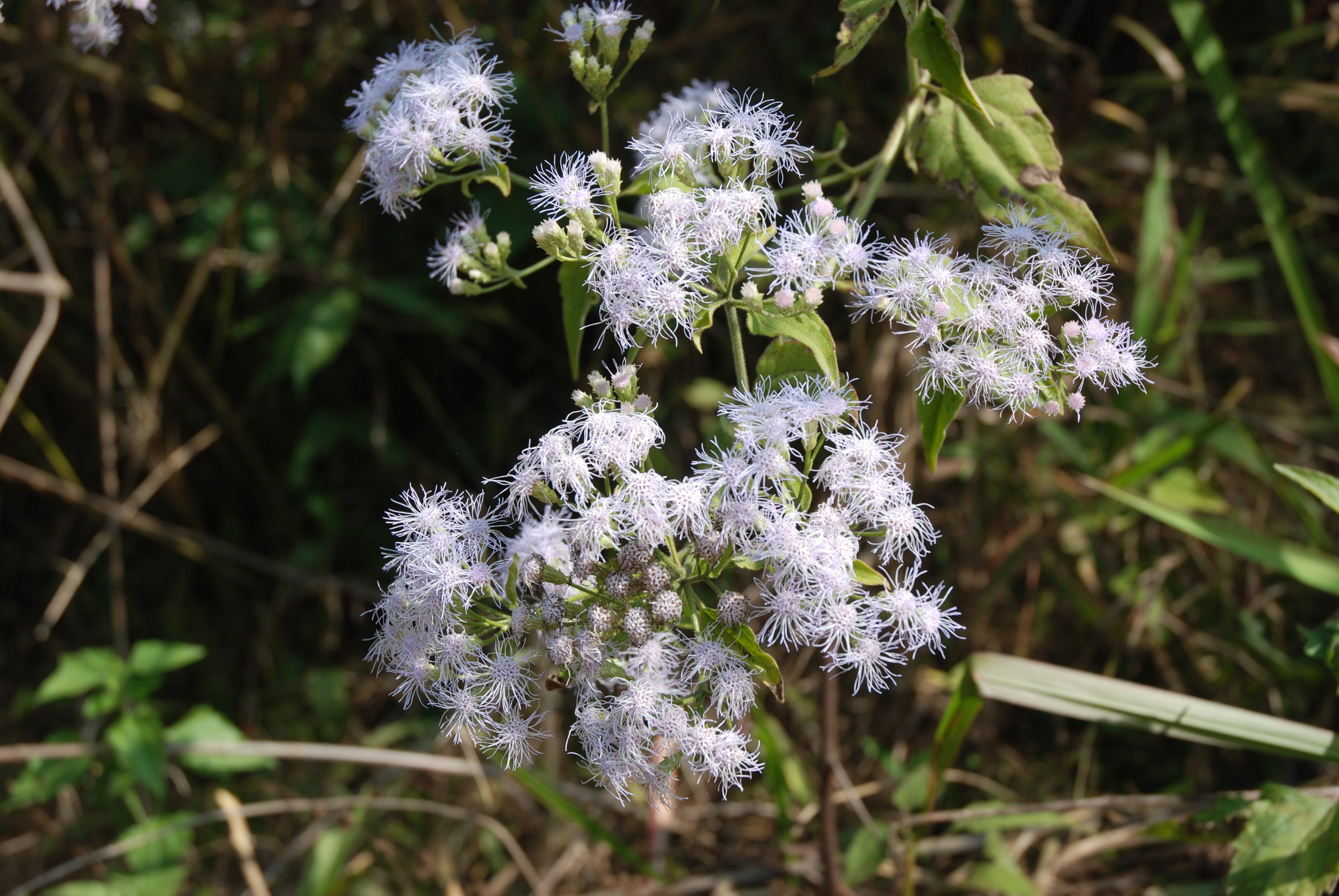
Chromolaena odorata
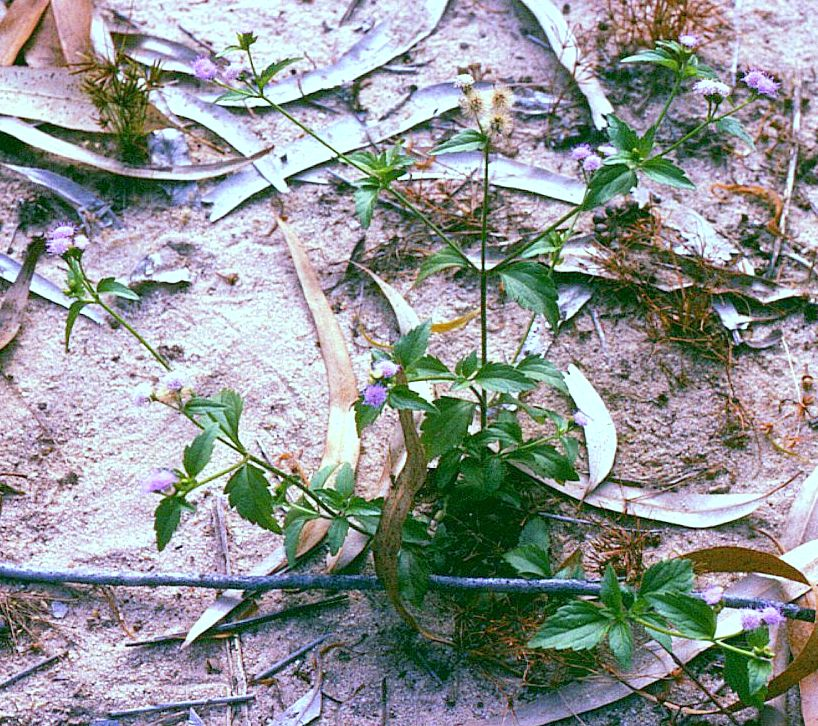
Praxelis clematidea